# From a Buick 6
From a Buick 6 ist ein Blues-Rock-Song von Bob Dylan, der erstmals 1965 auf Highway 61 Revisited und später als B-Seite der Single Positively 4th Street erschienen ist. Er wurde von Bob Johnston produziert und am 30. Juli 1965 aufgenommen.
Der Song beginnt mit dem Schlag einer Snare Drum, genau wie Like a Rolling Stone. Neben Dylan (Gitarre, Mundharmonika) spielten Al Kooper (Orgel), Mike Bloomfield (Gitarre), Bobby Gregg (Schlagzeug) und Harvey Brooks (Bass).
Gary U.S. Bonds, Mitch Ryder und Johnny Winter haben das Stück u. a. gecovert. Stephen King spielte bei seinem Roman From a Buick 8 auf diesen Song an.
Der Song handelt von verschiedenen Frauentypen. In der ersten Strophe berichtet das lyrische Ich von einer „graveyard woman“, die sich um sein Kind kümmert, während die „soulful mama“ ihn von ihr fernhält. Womöglich spielt Dylan darauf an, dass sich viele Ehefrauen vom Auftreten einer Kindersitterin beängstigt fühlen, da sie fürchten, dass der Ehemann abtrünnig wird. Die „soulful mama“ wird derweil auch als „junkyard angel“ bezeichnet, die ihn gut versorgt. Wenn er einmal sterbe, sei es ihre Aufgabe, eine Decke auf sein Bett zu legen. Die folgenden Strophen lassen auch die Interpretation zu, dass es sich bei der „mama“ tatsächlich um eine Mutter handelt oder gar um Mutter Erde selbst.